# Робер Аккар
Робер Аккар (фр. Robert Accard, 26 листопада 1897, Лізьє — 15 жовтня 1971, Гавр) — французький футболіст, що грав на позиції півзахисника, зокрема за національну збірну Франції.

## Клубна кар'єра
У дорослому футболі дебютував 1918 року виступами за команду «Гавр», в якій провів сім сезонів. 
1925 року перейшов до іншого місцевого клубу «Стад Гавре», за який відіграв заключні п'ять сезонів ігрової кар'єри.

## Виступи за збірну
1957 року дебютував в офіційних матчах у складі національної збірної Франції. Загалом за два роки провів у її формі 6 матчів, забивши 1 гол.
Помер 15 жовтня 1971 року на 74-му році життя в Гаврі.